# یوناس فیشباخ
یوناس فیشباخ (انگلیسی: Johannes Fischbach؛ زادهٔ ۴ مارس ۱۹۸۸) دوچرخه‌سوار اهل آلمان است.